# Real Jardín Botánico de Madrid

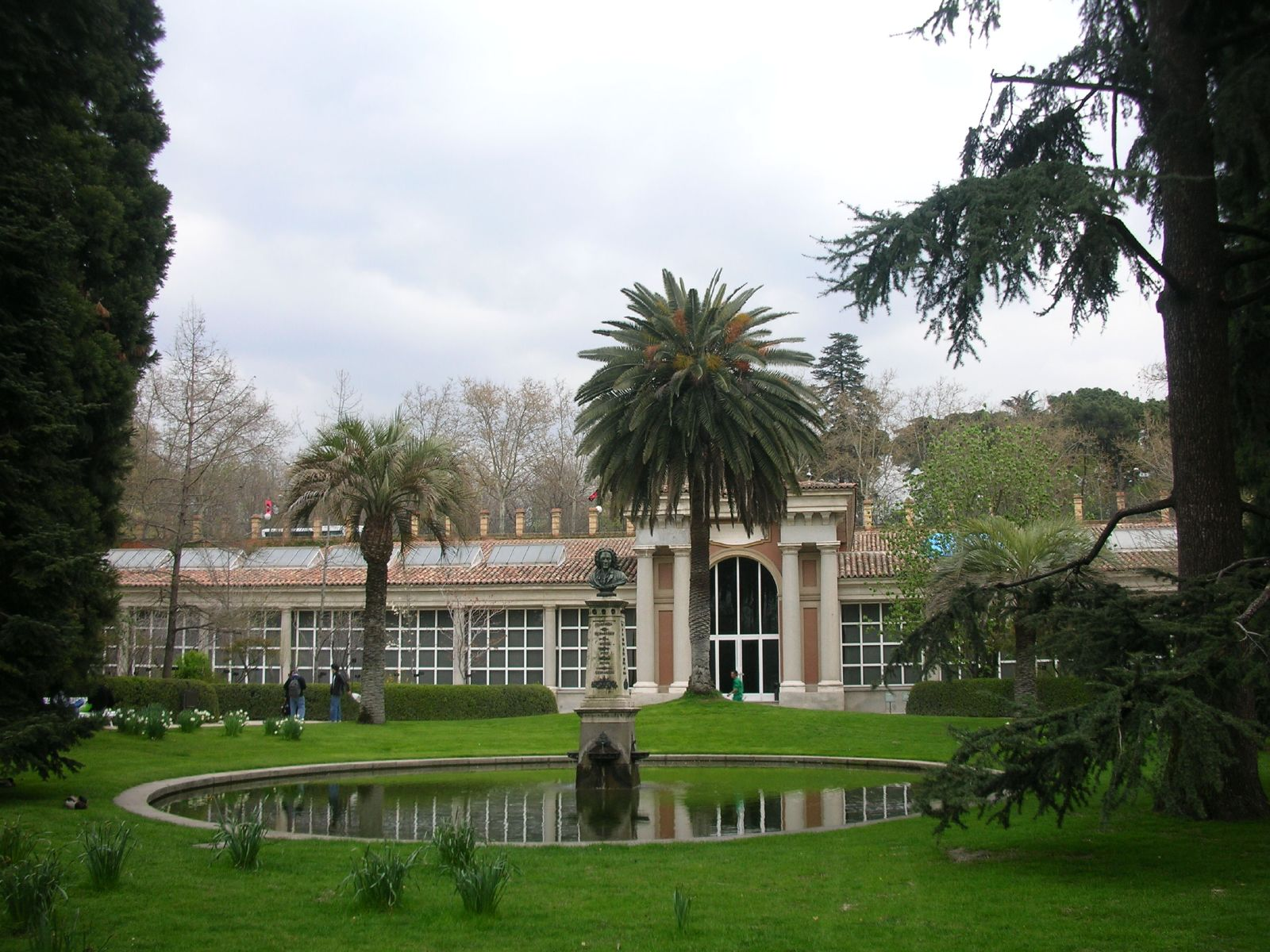
Il padiglione Villanueva, con la statua di Linneo

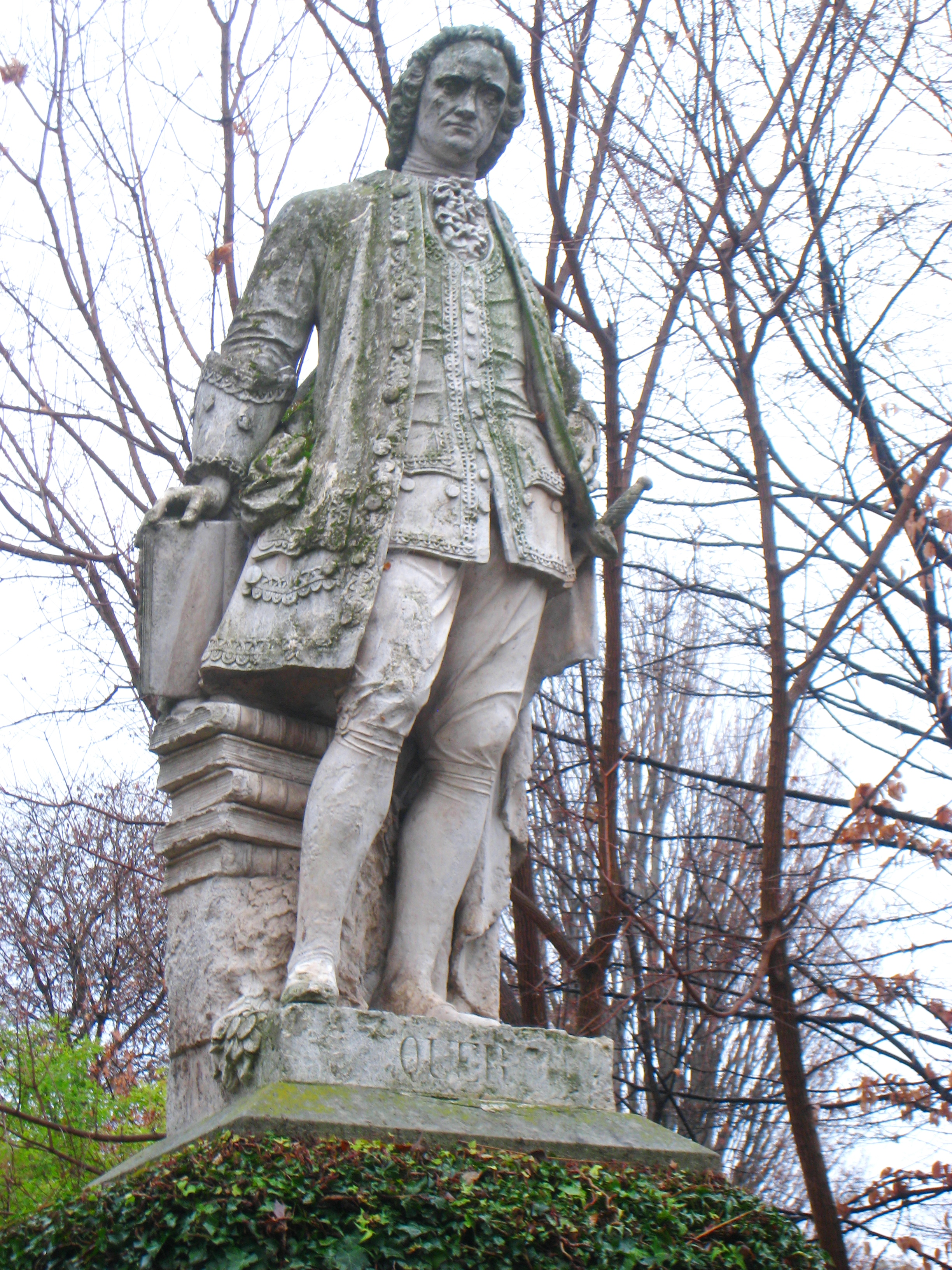
Statua di José Quer y Martínez nei giardini

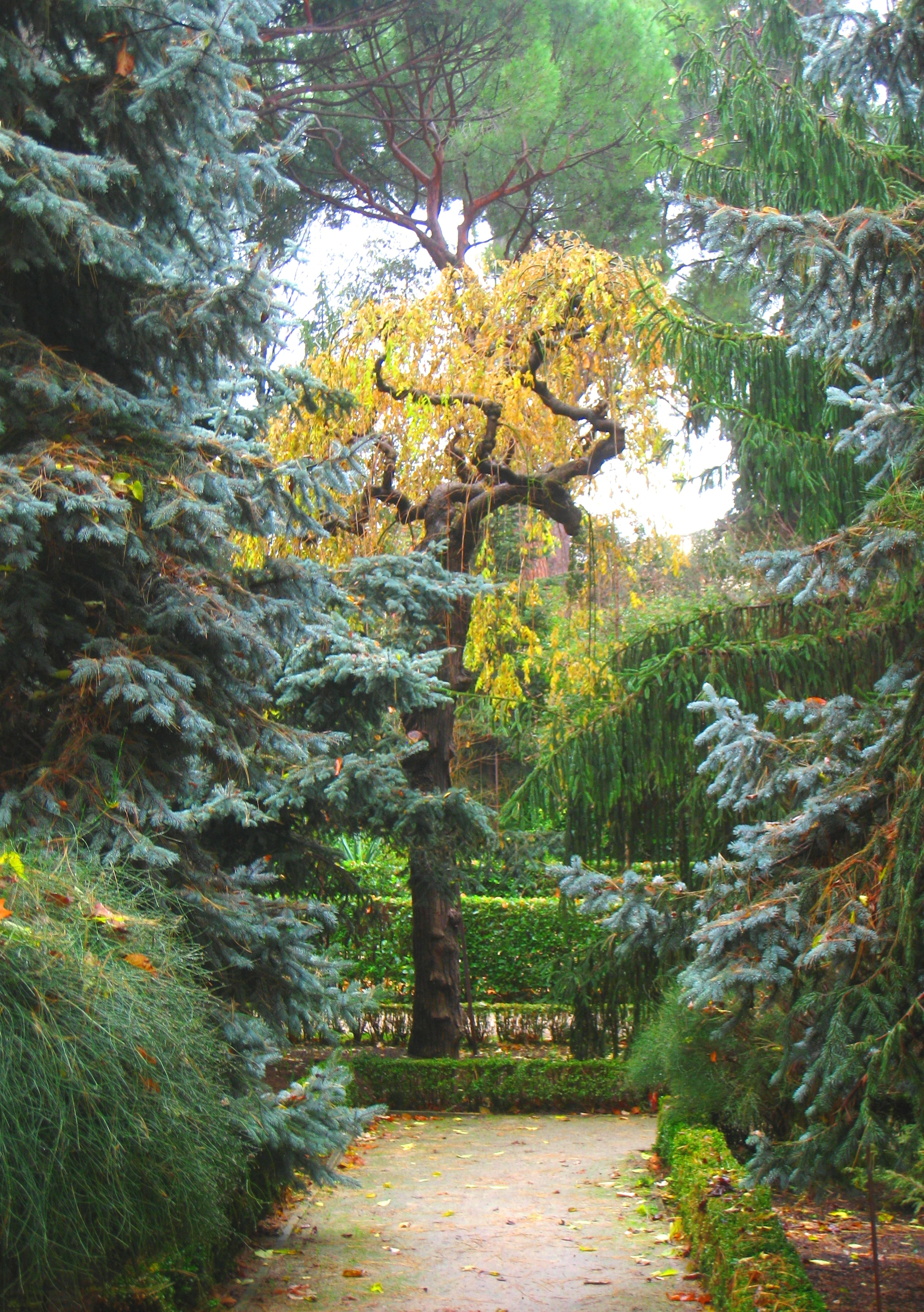
Giardino botanico reale, Madrid

Il Real Jardín Botánico de Madrid è un orto botanico ubicato in Plaza de Murillo, nelle vicinanze del Museo del Prado a Madrid.

## Storia
Il giardino venne fondato il 17 ottobre 1755, per volere di Ferdinando VI, e ubicato nell'Orchard di Migas Calientes, vicino all'odierna Puerta de Hierro, sulle rive del Manzanarre. Conteneva più di 2000 piante raccolte da José Quer y Martínez, botanico e medico.
Nel 1774 Re Carlo III ordinò il suo trasferimento nel sito attuale del Paseo del Prado, affidandone la progettazione agli architetti Francesco Sabatini e Juan de Villanueva che organizzarono il giardino in tre terrazze a più livelli, sistemando le piante secondo il metodo di Linneo. Questo nuovo sito fu inaugurato nel 1781. La sua missione non era solo quella di esporre le piante, ma anche di insegnare la botanica, promuovere spedizioni per la scoperta di nuove specie di piante e di classificarle.
L'erbario è il più grande in Spagna, e ha ora ha oltre un milione di esemplari.
Il giardino venne ampliato con l'inserimento di 10000 piante portate in Spagna da Alessandro Malaspina nel 1794.
Nel corso della guerra d'indipendenza spagnola del 1808 il giardino venne abbandonato, ma nel 1857 il suo direttore Mariano de la Paz Graëlls y de la Aguera lo dotò di una nuova serra e sistemò la terrazza superiore. Sotto la sua direzione venne creato anche uno zoo successivamente spostato nel Parque del Buen Retiro. Fra il 1880 ed il 1890 il giardino subì delle perdite, prima per la costruzione del Ministero dell'Agricoltura, nel 1882, e quindi, nel 1886, quando perse 565 alberi a seguito di un ciclone.

## Pubblicazioni scientifiche
- Annali del Giardino Botanico di Madrid

Questa è la rivista pubblicata dal Giardino Botanico, che pubblica documenti sulla tassonomia vegetale e sistematica, sui funghi e campi correlati, quali biogeografia, bioinformatica, conservazione, ecofisiologia, filogenesi, filogeografia, floreale, morfologia funzionale, nomenclatura e relazioni fra vegetali-animali, comprese le opere di sintesi e revisione. La rivista invia le informazioni sulle nuove specie pubblicate da inserire nelle banche dati W3TROPICOS (piante vascolari, briofite), Indice internazionale dei nomi delle piante o Index Fungorum.
- Flora Iberica

Pubblicazione della ricerca tassonomica sulle piante vascolari che crescono spontaneamente nella penisola iberica e le isole Baleari pubblicato in 20 volumi, su un totale di 21, al 2018.
- Flora Iberica Mycologica

Si tratta di una serie aperiodica, pubblicata con numerazione progressiva, di monografie che non seguono un ordine predefinito sistematico. L'opera si presenta in due colonne, con testi in spagnolo e in inglese. Porta chiavi di identificazione, descrizione, distribuzione, commenti e informazioni bibliografiche. La maggior parte delle specie sono accompagnate da un'illustrazione (disegni a inchiostro in bianco e nero).
- Flora Huayaquilensis

Si tratta di un grande gruppo di documenti che descrivono le spedizioni di Juan José Tafalla Navascués, uno spagnolo fra i primi a viaggiare in Sud America e a documentare le diverse piante indigene, con meravigliosi dipinti e descrizioni precise. Tutto questo lavoro, presente negli archivi, venne pubblicato da Eduardo Estrella Aguirre dopo aver cercato la documentazione nell'archivio del Real Jardín Botánico di Madrid.

## Galleria d'immagini

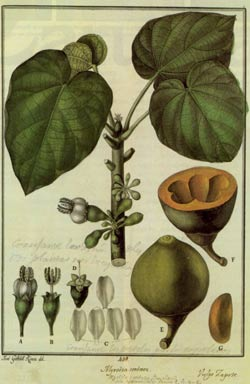
Una delle pagine tratte dal libro Flora Huayaquilensis di Eduardo Estrella Aguirre pubblicato a seguito di una ricerca negli archivi del Real Jardín Botánico di Madrid.